# Кастаньєто-По
Кастаньєто-По (італ. Castagneto Po, п'єм. Casgné) — муніципалітет в Італії, у регіоні П'ємонт,  метрополійне місто Турин.
Кастаньєто-По розташоване на відстані близько 520 км на північний захід від Рима, 20 км на північний схід від Турина.
Населення — 1788 осіб (2014).

## Демографія
Населення за роками:

Станом на 1 січня 2023 року в муніципалітеті офіційно проживали 104 іноземці з 22 країн, серед них 70 громадян країн Євросоюзу та 4 громадяни України.

## Сусідні муніципалітети
- Казальборгоне
- Ківассо
- Ривальба
- Сан-Раффаеле-Чимена
- Сан-Себастіано-да-По